# Franz August Schenk von Stauffenberg
Pour les articles homonymes, voir Stauffenberg.
Franz August baron Schenk von Stauffenberg, né le 3 août 1834 à Wurtzbourg et mort le 2 juin 1901 à Rißtissen (Wurtemberg) est un avocat bavarois, propriétaire terrien et homme politique libéral. Il est président de la Chambre des députés de Bavière (de) et, après l'établissement de l'Empire allemand, député du Reichstag.
Stauffenberg préconise l'unification de l'Allemagne sous la direction prussienne et travaille comme un national-libéral avec le chancelier Otto von Bismarck, mais devient l'un des adversaires de Bismarck. En 1884, il est cofondateur du Parti radical allemand d'opposition. Son espoir, l'accession au trône de Frédéric III en 1888 pouvait provoquer un bouleversement politique, mais il ne s'est pas réalisé. L'intelligence et l'éducation extraordinaires de Stauffenberg, ses talents de diplomate et son sens de la justice équilibré avec des principes fermes sont loués.

## Famille
Franz August est le fils du baron Friedrich Schenk von Stauffenberg (né le 23 octobre 1806 à Wetzlar et mort le 2 mai 1874 à Rißtissen) et son épouse la comtesse Karoline Klementine Butler von Clonebough, née Haimhausen (né le 31 janvier 1812 à Ansbach et mort le 6 novembre 1879 à Lindau). L'oncle de Franz August, Franz Ludwig Philipp Schenk von Stauffenberg (de) (1801-1881) est l'arrière-grand-père de Claus et Berthold Schenk Graf von Stauffenberg, qui sont exécutés en tant que combattants de la résistance contre le national-socialisme.
Stauffenberg vit principalement à Rißtissen, ses autres possessions sont à Wilflingen et Geislingen. Le 25 août 1860, il épouse à Wurtzbourg la comtesse Ida Therese von Geldern-Egmont (née le 16 octobre 1837 au château de Thurnstein (de) et morte le 27 mars 1887 à Pallanza). Ils ont dix enfants, dont cinq meurent en bas âge. Son dixième enfant Franz Schenk von Stauffenberg (de) survit en tant que fils unique et héritier.
- Wilhelmine A. Thérèse Johanna Maria Schenkin von Stauffenberg (née le 24 juin 1861 à Augsbourg et morte le 10 mars 1876 à Menton)
- Friedrich Adam Maria Sebastian Vinzenz Schenk Baron von Stauffenberg (né le 20 janvier 1863 à Augsbourg et mort le 30 janvier 1863 à Augsbourg)
- Elisabeth Klementine Gabriele Maria Schenk baronne von Stauffenberg Schenk (née le 15 février 1864 à Augsbourg, mariée le 3 juillet 1893 avec Hugo baron von Linden (de) à Rißtissen  et morte le 20 avril 1939 à Ulm)
- Walter Ludwig Friedrich Gotthold Agatha Maria Schenk baron von Stauffenberg (né le 21 février 1865 à Augsbourg et mort le 30 septembre 1865 à Augsbourg)
- Olga Gabriele Schenk baronne von Stauffenberg (dame d'honneur de la duchesse Marguerite Sophie, épouse du duc Albert de Wurtemberg) (née le 11 septembre 1866, mariée le 6 mai 1902 avec Friedrich comte von Otting et Fünfstetten à Rißtissen  et morte le 23 mars 1953 à Wiesenfelden) : Enfants : Maximilian, Franz et Ludwig comte von Ottingen et Fünfstetten
- Johanna Friederike Klementine Marie baronne von Stauffenberg (née le 16 février 1868 à Rißtissen et morte le 19 juillet 1868 à Rißtissen)
- Gabriele Philippine Marie Barbara Schenk baronne von Stauffenberg (née le 4 décembre 1869 à Rißtissen, mariée le 8 avril 1896 avec Gustav baron von Habermann à Munich et morte le 18 octobre 1956 à Munich)
- Friedrich W. Schenk baron von Stauffenberg (né le 2 septembre 1873 à Rißtissen et mort le 25 octobre 1873 à Rißtissen)
- Fille (née le 18 juillet 1874 à Rißtissen et mort le 19 juillet 1874 à Rißtissen)
- Franz Wilhelm Karl Maria Gabriel Schenk comte von Stauffenberg (de) (né le 14 août 1878 à Rißtissen, marié le 27 mai 1903 à Bonn avec la comtesse Huberta Wolff-Metternich et mort le 9 novembre 1950 à Riedlingen)

## Études et carrière juridique

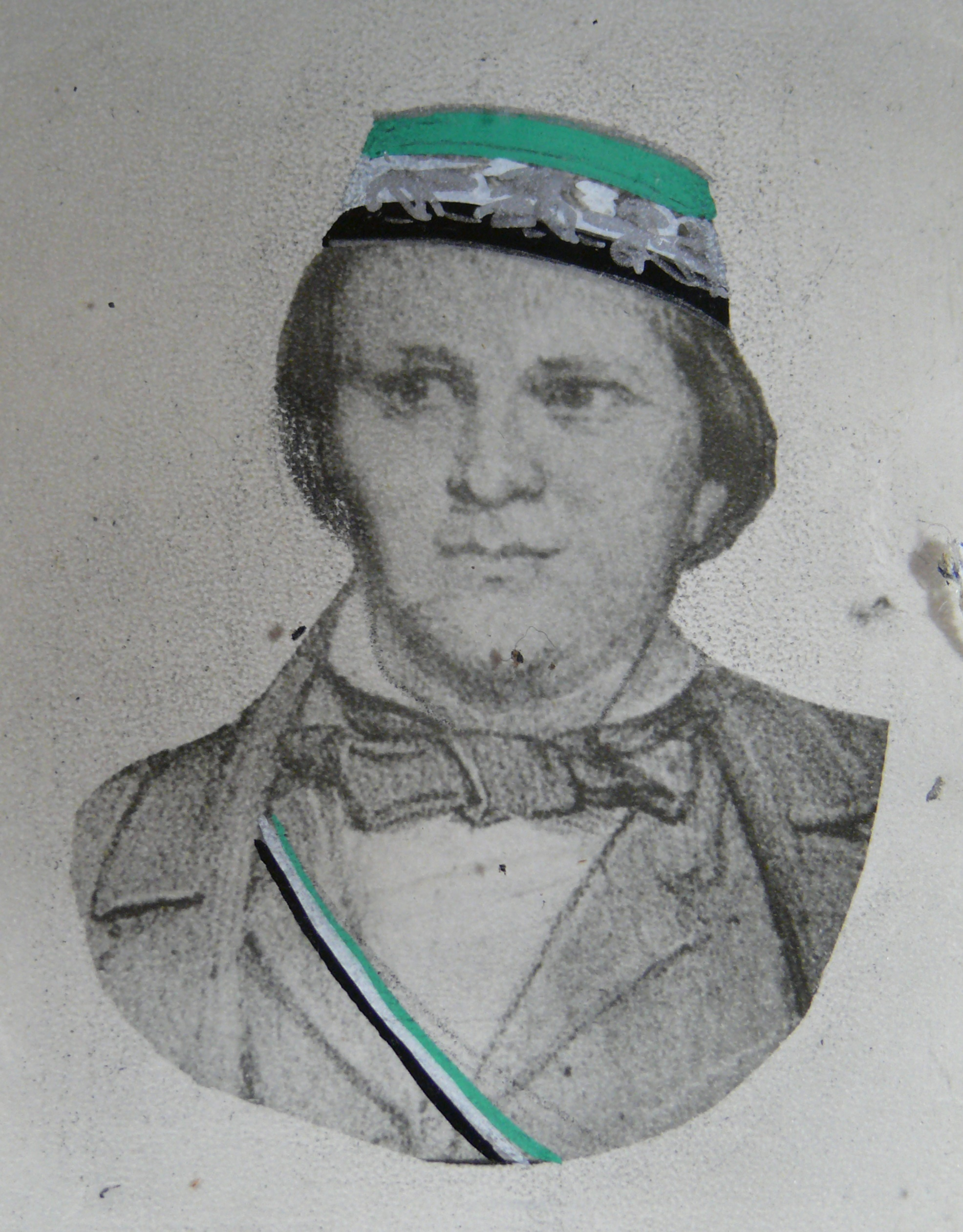
Franz August von Stauffenberg, 1854.

À partir de 1851, il étudie le droit à l'Université de Wurtzbourg et à partir de 1853 à l'Université de Heidelberg. En 1853, il devient actif dans le Corps Guestphalia Heidelberg (de). En  1857, il devient avocat stagiaire et en 1860 procureur adjoint. À partir de 1862, il est procureur à Augsbourg. En 1866, il quitte l'administration de la justice de sa propre initiative.

## Carrière politique

### Parlement de l'État de Bavière
Le 30 septembre 1866, Stauffenberg est élu à la Chambre des députés de Bavière (de) lors d'une élection partielle à Augsbourg, et il y restera député jusqu'en 1898, de 1871 à 1875 en tant que président.
Le don de Stauffenberg de convaincre même les opposants politiques avec des arguments clairs et sa capacité à parler aussi brillamment décrite est déjà évident dans sa première motion parlementaire. En février 1867, il demande l'abolition de la peine de mort pour le royaume de Bavière. Sa motion trouve une majorité inattendue de 87 contre 44 à la Chambre des députés, mais est rejetée par le Conseil d'Empire (de) en novembre 1867. Il est présidé par l'oncle de Stauffenberg, Franz Ludwig Schenk Graf von Stauffenberg. le 19 mai 1870, il soumet sa motion pour la deuxième fois, mais elle échoue à la Chambre des députés.

### Député national libéral
Stauffenberg prône l'unification allemande sous direction prussienne, à l'exclusion de l'Autriche (petite solution allemande). Cela contraste avec l'opinion de la grande majorité des libéraux du sud de l'Allemagne qui luttent pour un empire allemand sous la direction de l'Autriche (solution grande-allemande).
Stauffenberg est membre du parlement des douanes à partir de février 1868 et après la création de l'Empire allemand lors des élections du Reichstag en 1871, il est élu représentant de Munich pour la première des huit fois au Reichstag, dont il sera député pendant 22 ans, dont de 1876 à 1879 comme vice-président.
Stauffenberg est membre initialement du Parti libéral national, que le chancelier Otto von Bismarck soutient politiquement. Bismarck a prévu Stauffenberg pour un bureau ministériel, mais l'empereur Guillaume Ier refuse la nomination en raison des opinions politiques de Stauffenberg. Stauffenberg veut renforcer les libertés civiles et l'autonomie, abolir les tarifs (libre-échange) et repousser les interventions étatiques de toutes sortes. Il veut élargir les possibilités limitées du Reichstag dans l'Empire et vise finalement une monarchie parlementaire basée sur le modèle anglais.

### Adversaire de Bismarck

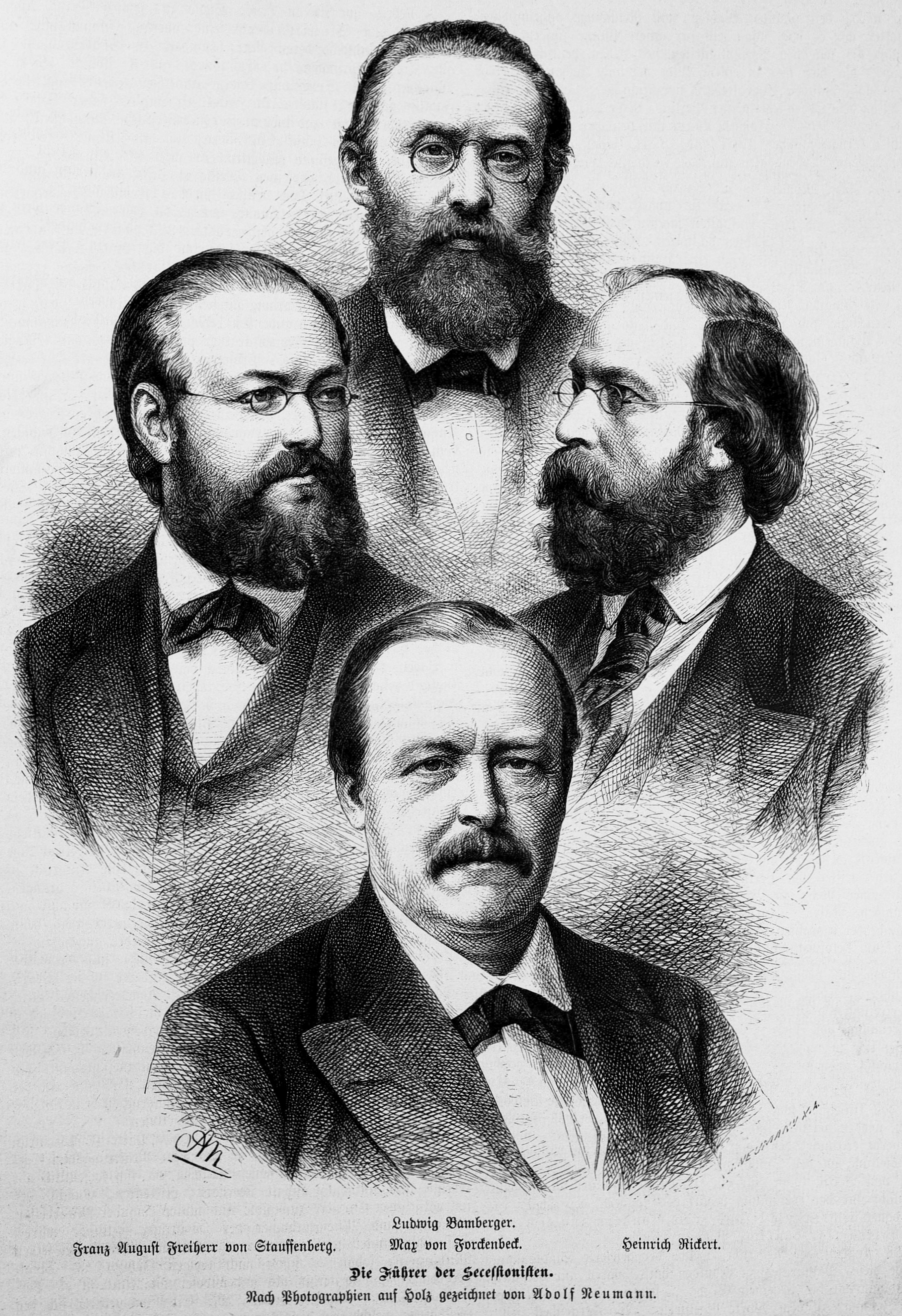
Les dirigeants des sécessionnistes (de : Die Gartenlaube 1880), Franz August von Stauffenberg à gauche

Le changement de Bismarck d'une politique de libre-échange à une politique tarifaire protectrice en 1878 met à l'épreuve la coopération précédente avec les libéraux nationaux. Avec l'aide de députés libéraux nationaux, Bismarck peut appliquer sa politique tarifaire protectrice et, en 1880, un nouveau budget militaire de sept ans (septennat) au Reichstag. Stauffenberg et d'autres nationaux-libéraux accusent leurs collègues de parti de trahir les principes libéraux fondamentaux et d'avoir affaibli de manière décisive la position du Reichstag vis-à-vis de l'exécutif, et ils se séparent du Parti national-libéral.
De cette sécession émerge un nouveau parti, l'Union libérale, qui, aux élections de 1881 avec 46 sièges, a la même force de groupe parlementaire que les libéraux nationaux. En 1884, l'Union libérale fusionne avec le Parti progressiste allemand d'Eugen Richter pour former le nouveau Parti radical allemand. Stauffenberg devient président du comité central, et l'avocat et journaliste libéral radical Eugen Richter préside le comité exécutif de sept membres du nouveau parti.
Lors de sa fondation en mars 1884, le Parti radical dispose de 100 sièges, ce qui en faisait le deuxième groupe parlementaire du Reichstag après le Zentrum, mais perd un tiers de ses voix aux élections du Reichstag en octobre de la même année et n'est que capable d'occuper 65 sièges au Reichstag. Seulement 13 ans après la fondation de l'Empire et dans les années de grand boom économique, les électeurs allemands ne veulent pas de troubles politiques intérieurs ou d'un parti anti-bismarck fort. Stauffenberg et Richter s'opposent amèrement à la politique de Bismarck. Stauffenberg reconnaît l'importance de la question sociale.
Il rejette aussi bien la loi socialiste de Bismarck, qui vise à supprimer les sociaux-démocrates, que la législation sociale du chancelier: si Stauffenberg est favorable aux allocations de chômage, il ne veut pas qu'elles soient organisées par l'État mais par le droit privé.
Le 11 janvier 1887, Stauffenberg demande au Reichstag d'approuver l'effectif d'armée souhaité par le gouvernement Bismarck seulement pour trois ans, mais pas pour les sept ans souhaités (septennat). La motion de Stauffenberg est acceptée le 14 janvier 1887 avec 186 contre 154 voix. Bismarck fait alors dissoudre le Reichstag et organiser de nouvelles élections. Aux élections du Reichstag de 1887, peu de temps après une tentative d'assassinat contre l'empereur Guillaume Ier, les mandats du Parti radical sont à nouveau réduits de moitié à 32. La coalition conservatrice qui soutient Bismarck s'est renforcée de manière décisive.

### Lien avec le couple du prince-héritier
Après la rupture avec Bismarck, Stauffenberg et Richter placent leurs espoirs dans la période qui suivra la mort du vieil empereur Guillaume Ier, qui a nommé Bismarck. Stauffenberg est politiquement et personnellement proche du prince héritier Frédéric-Guillaume (plus tard : empereur Frédéric III) et de son épouse anglaise, la princesse héritière Victoria. Le prince héritier visite Stauffenberg le 4. septembre 1873 dans sa ville natale de Rißtissen. En 1884, la princesse héritière Victoria Stauffenberg a suggéré de fonder un parti libéral sur le modèle anglais. Le but d'un tel "Parti du prince héritier" est de fournir au prince héritier une faction libérale forte excluant le Parti libéral national comme plate-forme pour la formation d'un gouvernement libéral pour le changement supposé imminent du trône. Cette plate-forme libérale forte doit permettre au prince héritier de remplacer plus facilement le gouvernement conservateur Bismarck et de le remplacer par un gouvernement libéral.
Il est douteux que le prince héritier aurait fait usage de cette offre, expressément soutenue par la princesse héritière, s'il était déjà monté sur le trône en 1884. Le prince héritier Frédéric-Guillaume avait des opinions étroitement libérales. Ils ne comprenaient que l'octroi de libertés individuelles aux citoyens (par exemple, la liberté d'expression, la liberté d'enseignement, la liberté de religion) et en droit constitutionnel le principe d'une monarchie véritablement constitutionnelle. Il rejette surtout la manière dont les normes constitutionnelles existantes sont fréquemment et effrontément ignorées par le gouvernement de Bismarck, et s'oppose ainsi à la fois à Bismarck et à la majorité des princes allemands enracinés dans l'absolutisme éclairé. À la suggestion de Bismarck, l'empereur Guillaume Ier fait appel à son fils sous toutes ses formes et avec succès pour maintenir sa loyauté envers lui et le gouvernement qu'il a nommé, inconditionnellement et sans réserve. En termes de droit constitutionnel, en revanche, le prince héritier pense de manière conservatrice : contrairement à la princesse héritière, qui est également systématiquement libérale sur ce point, instinctivement, mais rarement clairement articulé, les partis libéraux de gauche s'opposent au prince héritier, qui, comme le DFP de Stauffenberg, voulent étendre les pouvoirs du Reichstag au détriment de ceux de l'Empereur.

### Le gouvernement des 99 jours
Lorsque l'empereur Guillaume Ier meurt le 9 mars 1888 à l'âge de 91 ans, son successeur est déjà gravement atteint d'un cancer. Bismarck avertit le nouvel empereur Frédéric III qu'un gouvernement dirigé par un chancelier libéral aboutirait inévitablement à une aventure républicaine. L'empereur Frédéric III, en phase terminale, laisse alors Bismarck en poste et se contente de nommer son beau-frère, le ministre prussien de l'intérieur Robert Viktor von Puttkamer. Notamment en raison de la faiblesse du Parti libéral au Reichstag, l'empereur, qui n'est plus en mesure de parler, garde un profil politique très bas vis-à-vis du chancelier Bismarck. Même la demande inoffensive de l'empereur de décerner une médaille à ses amis libéraux, l'historien Theodor Mommsen, l'homme politique Franz August von Stauffenberg et le docteur Rudolf Virchow, échoue lorsque Bismarck menace de démissionner. Après seulement 99 jours de règne, l'empereur Frédéric III meurt le 15 juin 1888 sans avoir exercé d'influence politique significative sur le gouvernement. Son fils, l'empereur Guillaume II, comme son père, n'est pas un ami de Bismarck, mais n'a aucunement l'esprit libéral. Avec la mort de Frédéric III, tous les espoirs de Stauffenberg et des libéraux de former un gouvernement s'ont évanouis.

### Légende de l'empereur Frédéric
Même après la mort de Frédéric III. Stauffenberg reste en contact avec sa veuve politiquement isolée (« Impératrice Frédéric »). Il est considéré comme l'un des architectes de la « Légende de l'empreur Frédéric » parrainé par les libéraux et l'impératrice. Selon cette légende, si l'empereur Frédéric III avait bénéficié d'un règne plus long, il aurait créé un avenir meilleur pour l'Allemagne, un avenir qui émanait non pas des autorités mais du peuple. Aujourd'hui, de nombreux historiens doutent de cette hypothèse en raison de la personnalité politiquement ambivalente du monarque.

### Retraite dans la vie privée
Lors des élections du Reichstag en 1890, l'année où Bismarck est démis de ses fonctions, le Parti radical de Stauffenberg a pu doubler à nouveau ses mandats à plus de 60 ; Stauffenberg quitte le Reichstag en 1892 à cause de son diabète sucré et se retira à Rißtissen et Munich. En 1893, en raison de ses contradictions programmatiques internes, le parti se divise en Union radicale de droite et le Parti populaire radical de gauche. Stauffenberg rejoint l'Union radicale, mais refuse une candidature aux élections du Reichstag de 1893. Il quitte le parlement de l'État de Bavière en 1898.
En 1910, neuf ans après la mort de Stauffenberg, les deux ailes du Parti radical allemand se sont réunies sous la pression du déclin des électeurs dans les partis libéraux et fusionnent avec le Parti populaire allemand pour former le Parti populaire progressiste.

## Travaux
- Friedrich Schenk von Stauffenberg, Franz August von Schenk von Stauffenberg: Die Schenken von Stauffenberg geschichtliche Nachrichten von diesem Geschlechte. Mühlthaler, München 1876

## Honneurs
- Doctorat honoris causa de l'Université de Wurtzbourg (1892)